# Сборная Молдовы по футболу (до 21 года)
Молодёжная сборная Молдовы по футболу (рум. Echipa națională de fotbal a Moldovei Under-21) представляет Молдову на международных соревнованиях по футболу для игроков не старше 21 года. Ни разу не выходила в финальную стадию чемпионатов Европы U-21 и не участвовала в Олимпийских играх. Игроки преимущественно представляют внутренние клубы чемпионата Молдовы, однако в разные времена призывались и футболисты выступающие в клубах таких зарубежных чемпионатов чемпионатов России, Украины, Швеции, Латвии, Армении, Румынии, Швейцарии, Испании, Голландии и Польши.

## Тренеры
- Анатолий Теслев (1995—1996)
- Александр Спиридон (2000—2001)
- Александр Гузун (2002—2003)
- Владимир Вусатый (2003—2004)
- Борис Тропанец (2004—2007)
- Илья Карп (2007—2008)
- Сергей Кирилов (2008—2011)
- Александр Куртиян (2011—2014)
- Игорь Урсаки (2014—2015)
- Дэнуц Опря (2015—2017)
- Сергей Клещенко (2019—2020)
- Александр Гузун (2020)
- Штефан Стойка (2021—2025)
- Сергей Чеботарь (2025—н.в.)